# Бережные у реки
Бережные у реки — опустевшая деревня в Верхошижемском районе Кировской области в составе Угорского сельского поселения. 

## География
Находится на расстоянии примерно 19 км на восток-северо-восток от районного центра посёлка Верхошижемье. 

## История
Была известна с 1762 года как деревня Бережная Успенского Трифонова монастыря с населением 10 жителей, тут же находился починок Бережневский с 17 жителями. В 1873 году здесь (починок Бережневский или Бережненки) учтено дворов 9 и жителей 76, в 1905 17 и 111, в 1926 (починок Бережные) 20 и 113, в 1950 18 и 72. Настоящее название деревни утвердилось с 1939 года.

## Население
Постоянное население не было учтено как в 2002 году, так и в 2010.